# ルドイア☆星惑三第

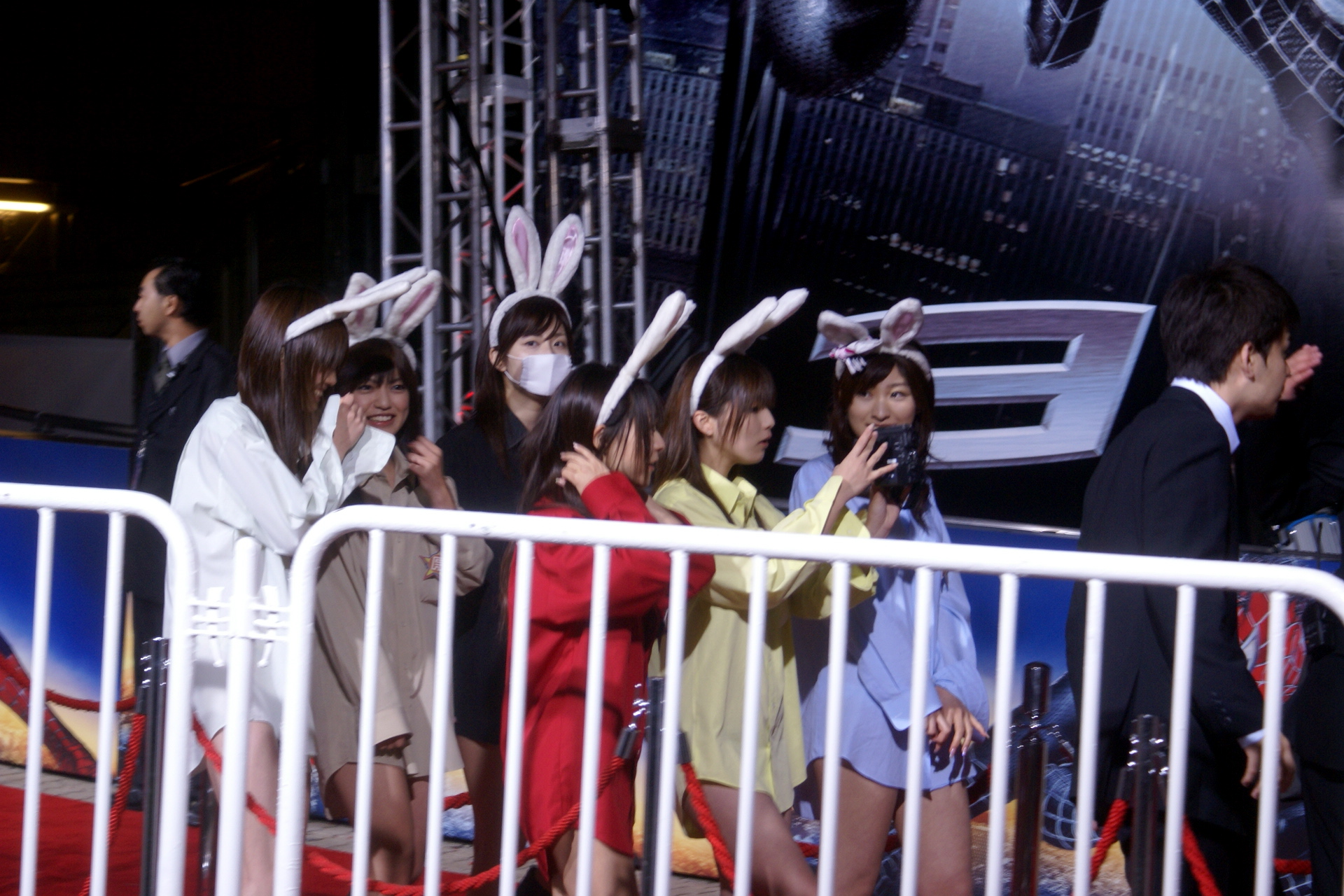
超銀河系アイドル（2007年）

『第三惑星放送協會 ルドイア☆星惑三第』（だいさんわくせいあいどるかいきょうそうほうせいわくさんだい）は、2006年10月7日から2007年9月29日まで日本テレビで『黄金の舌』という深夜番組枠内で放送されていたバラエティ番組である。読みは右からである。

## 概要
以前同局で放送されていた『ブラックワイドショー』が復活したようなものであり、出演者もあまり変更は無い。放送時間も同じで、毎週土曜25:20 - 25:50の30分番組。番組のモットーは前身番組同様「黒く、正しく、美し～く」である。
内容は、第三惑星のアイドルを発掘するためオーディションを開催。オーディション受験者は、視聴者による投票が規定より超え、票を取り過ぎなかった受験者のみ選出されて「惑星アイドル」としてデビューする。息つく間もなく、視聴者から募集した楽曲でデビュー曲をリリースし、番組企画によるグラビアDVDや音楽配信やグッズなどの販売、同番組レギュラー出演というかたちなどで本格的に活動をする。
また、番組グッズや生写真も、日本テレビ社屋と日本テレビのウェブサイトで限定販売される傾向がある。生写真においては、オーディションやイベントの模様、惑星アイドルはもちろん、アイドル候補者、細川大佐や日テレサービス鈴木さんに至るまで取り揃えている。基本的に放送中から販売を開始。テレビ局専属アイドル（所属事務所とは意味合いが異なる）という点ではフジテレビのアイドリング!!!と同様。

## 投票
投票方法は2通りある。
- 1つ目は、ワンセグ対応の携帯電話から番組放送中にデータ放送で投票する。
- 2つ目は、携帯電話から番組公式サイトにアクセスし投票する。

どちらの投票もアイドル候補者が面接を受け始めた時点から投票を開始し、午前4時で締め切り。その間に何度も投票しても構わないが、1500票以上1800票以下でないと合格にならない事になっていた。しかし、10月14日に放送された金星アイドルオーディションにて上記条件を満たす候補者がいなかったことから、設定の見直しが行われ、2500票以上3000票以下に改正された。

## 出演者

### 第三惑星放送協會
- 細川俊之（惑星放送大佐）
- 三浦理恵子（惑星放送上級調査官、アースココ）
- 寺西和雄（惑星放送諜報員） - ※本名は寺西「一雄」であるが、番組では「和雄」と表記
- 垂木勉（惑星放送高等弁務官）
- 岩倉沙織（惑星諜報行政官）
- 風船プロデューサー「わきや丸（白の風船）」「ひがしや丸（黄色の風船）」「をに丸（水色の風船）」（番組キャラクター、声は垂木勉）
- ナレーション：杉本るみ（惑星弁士）
- 腹話術の人形

### 超銀河系アイドル
オーディションにより決定された、太陽系に属する惑星それぞれを代表するアイドル。
アースココ以外の超銀河系アイドルのコスチュームには、以下にあげたモノに加えて、臨機応変に透明のビニール傘やバンダナを用いる事があった。
- 水星＝水星らら（みずぼしらら）：藤咲みゆ（七瀬あずみ）→川元由香（2007年6月10日放送分～）
  - コスチューム：水色のワイシャツ・紺のゴム長靴・うさぎのみみ
  - 特徴：特技/中腰・口癖「あぁ～」
  - デビュー曲『真冬の水星』
- 金星＝金星りり（きんぼしりり）：京本有加
  - コスチューム：黄のワイシャツ・黄の少女ゴム長靴（MVではピカピカの黄色いロング丈ビニール長靴）[1]・うさぎのみみ
  - 特徴：爬虫類マニア。歌が上手い。
  - デビュー曲『金星とポンヌフ』
- 火星＝火星るる（ひぼしるる）：堀井美月
  - コスチューム：赤のワイシャツ・赤のゴム長靴・うさぎのみみ
  - 特徴：特技/陸上・爆乳Iカップ
  - デビュー曲『東京タワーとあなたと火星』
- 木星＝木星れれ（きぼしれれ）：義家ゆりか
  - コスチューム：薄緑のワイシャツ・薄緑の長靴・うさぎのみみ
  - 特徴：特技/ダンス・ポジティブ思考
  - デビュー曲『木星の雪』
- 土星＝土星ろろ（つちぼしろろ）：大島みづき
  - コスチューム：黄土色のワイシャツ・黄土色の長靴・うさぎのみみ・フラフープ
  - 特技：空手（オーディション時に正拳突きを披露）・陸上・ダンス
  - デビュー曲『勝手に土星』
- 天王星＝天王星らら（てんおうぼしらら）：中川杏奈
  - コスチューム：黒のワイシャツ・黒の長靴・うさぎのみみ・マスク
  - 特徴：病弱薄幸（オーディション時にはインフルエンザのためにマスクをかけていたことでインパクトを与え、惑星アイドルとしてデビュー以降もその路線を貫いた。）
  - デビュー曲『だるい天王星』
  - 11月26日放送によると、先に日テレ屋さんが「天王星らら応援バンダナ」を作ってしまった為に名前は既に決定していた。ただしHPの生写真販売コーナーでは「細川大佐命名」とあり矛盾している。

- 地球＝アースココ：三浦理恵子
三浦惑星放送上級調査官の改称。「得心のルドイア」のコーナーなどで、超銀河系アイドルにアイドルとは何たるものかを叩き込むべく活動。DVD等で超銀河系アイドルとしての共演を行う事もある。
  - コスチューム：スケバン風のセーラー服・竹刀（ミーティングではOLスーツに黒ロングブーツ）

### 小惑星アイドル
超銀河系アイドルの選考において、票数オーバーの為に合格出来なかった候補者から選ばれたメンバーによるユニット。太陽系における小惑星に因んで命名されている。
- メンバー：
  - 川元ベスタ（リーダー）：川元由香
  - 南斗ケレス：南斗愛美
  - 成田パラス：成田ゆうこ
  - 楳澤ジュノー：楳澤香奈恵
  - Akiraヘーベ：Akira
  - さくらいアストラエア：さくらいゆり（途中辞退）

- 経緯
  1. 今までのオーディションにおいて票数オーバーで失格した候補者達が再チャレンジということで再びオーディションを行う。その結果、川元由香のみが合格票を得る事となったが、当人が欠席だったため全員合格とされ小惑星ユニットが誕生した。
  2. 11月26日放送分で、視聴者によるリーダーを決める投票が行われ、川元が最多得票を獲得し、リーダーに決定した。ちなみに小惑星アイドル誕生・リーダー決定のオーディションにおいては川元は欠席続きで、前回オーディション時の放送ギリギリなY字バランス映像しか使われていない。
  3. 12月23日放送で、アース・ココに小惑星名を命名された。
  4. さくらいゆりが諸事情により小惑星での活動を辞退。
  5. 小惑星追加オーディションにより、唯一辞退の意思を示さなかったとされるAkiraが加入。放送では小惑星名の正式に命名されてはいないが、番組公式HPでは既に名前が「ヘーベ」と決められていた。
  6. 2007年6月10日放送以降より、川元由香は「水星らら」としての活動を始めるが、同時に川元ベスタとしての活動も継続。一人二役により、水星ららと間違われたり、イベントでは「水星らら」登場時には「川元ベスタ」不在等といったネタを披露。
- デビュー曲『バス停に地蔵』

### その他
- 日テレサービスの鈴木さん：番組関連グッズの販売企画&促進担当。DVD等の発売に関するイベント等で司会を行い、超銀河系アイドルに椅子取りゲーム等の過激な事をさせるのが定着しつつある。背丈がウド鈴木に似ている。

## その他のコーナー

### オープニングCG
第三惑星放送協會と日本テレビ放送網の接続通信を開始するイメージのオープニングのCGは2種類あった。初代は主に『ブラックワイドショー』及び『ルドイア☆星惑三第』の初期に使用された。初代と2代目の違いは音楽であり、2代目は初代に比べ音程がズレている。なお、第2日本テレビ内の『第三惑星放送協會 第二ラヂオ』では初代のオープニングCGが使用されている。

### 得心のルドイア
正式名称は「アイドルの心得」。三浦惑星放送上級調査官改め「アースココ」が超銀河系アイドル、もしくは小惑星アイドルを招集し、アイドルの心得の指導を行う。アースココは、徹底指導が必要が生じた場合や逆鱗に触れた時、アイドルを熊のぬいぐるみ「身代わり君」に変身させて、ピコピコハンマーで叩く等をしてお仕置きする。このコーナーは前身番組『ブラックワイドショー』の1コーナー「黒★笛」の進化版とも言える。芸能界の常識をアイドルに教える際のご意見番として、『ラジかるッ』等の番組で有名な芸能レポーター、シロちゃんこと城下尊之をゲストとして迎えた。

### お知らせ（着信ボイス等）・業務連絡
太陽の映像と3音チャイムで始まり、新しく配信される携帯電話用着信ボイスの紹介、日本テレビの携帯電話向けウェブサイト（有料）からの配信が開始される。2006年には細川大佐の独特な語りのセリフである着信ボイスが配信された。2007年に入ると垂木惑星放送高等弁務官等のセリフが着信ボイスとして配信されるようになった。
その他、惑星アイドルの新作DVDの発売お知らせ（一部先行公開や企画説明）や、テレビの前にいる惑星アイドルたちへの業務連絡などがある。太陽の映像の後、「ドイガルドイア」の花畑の映像になる。

### 露出男
日本テレビや各スポンサーからのPR映像（露出したいモノ）を放送し、そのPRに関連する商品を視聴者プレゼントするコーナー。宣伝における露出と露出プレイを掛け合わせている。毎回日本テレビ社員が黒いコートの下にPRに関する衣装、あるいはサンドイッチマンを着た露出男（女性がプレゼンする場合は「露出女」）が紹介する。勿論、このコーナーは屋内で収録する。10月14日の放送では露出女が登場したが、コートの下はセーラー服姿だった。ただし第二日本テレビの再放送では流れないコーナーである。

### ドイガルドイア
正式名称は「アイドルガイド」。オーディション参加方法や楽曲募集等の説明、イベント告知等のコーナー。「徹子の部屋のテーマ」または「異邦人」をBGMに、背景に花畑が映し出される。テレビ東京の『レースガイド』（関東ローカル）のパロディ。この画面（ドイガルドイアに関係なく）が出る際、ナレーションにエコーがかかる。

### 日テレサービス。鈴木の時間
主に超銀河系アイドルの出るイベントで司会を担当する日テレサービス鈴木さんの動きを観察するコーナー。

### ルドイア☆星惑三第NEWS
超銀河系アイドルが身の回りで起こった事を報告するコーナー。

### 小惑星アワー（「スーパー」お粗末アワー）
小惑星ユニットの日々の動きを観察するコーナー。さくらいゆりVS成田ゆうこの喧嘩が中心。貧乏で成り上がりたい成田ゆうこがセレブでドSのさくらいゆりにトンチンカンな意見を投げかけ喧嘩になりさくらいにバッサリやられるという内容。その様子に鋭く「お粗末です」のナレーションが入ることが多く、コーナー名が「お粗末アワー」に変更された。コーナーは、花火をバックに、歪んだ音楽と「スーパーおっそまっつアッワー」の歪んだようなナレーションで始まる。さらに2007年のゴールデンウィークにおいて行われたイベントで披露した歌の振付を完璧にこなした事を機に、スーパーお粗末と称されるようになり、コーナー名も「スーパーお粗末アワー」と変更された。

### ルドイア☆星惑三第占い
3人の超銀河系アイドルのなかから自由に一人を選び、その運勢を当てるコーナー。くじ運は大吉・吉・凶の3つとなっている。
超銀河系アイドルの代わりに小惑星アイドルを選ぶシステムの「い占ルドイア星惑小」の日の場合もあり、くじ運は吉・凶・大凶となっている。

### 第三惑星スポーツ
ブラックワイドショーのワンコーナー「第三惑星運動部」の復刻版とも言えるこのコーナー。垂木惑星高等弁務官が惑星アイドルに体操をさせるコーナー。このコーナーの時、惑星アイドルの衣装は普段のワイシャツ姿ではなく、ブルマ姿の水星ららを除いては、北朝鮮の体操「律動体操」（ブラックワイドショーでは「黒★体操」とも呼ばれる）の衣装に似ている服を着用。

### 惑星アイドル KAUNTO DAUN （ローマ字）
グッズの売り上げやアクセス件数など、様々なジャンルにおいて、惑星アイドル内の順位をつけるコーナー。

### 惑星アイドル TOPIKKUSU KAUNTO DAUN （ローマ字）
惑星アイドルに関する情報をカウントダウン形式で紹介するコーナー。カウントダウン形式にすると視聴率が普段より上昇するからだそうである。

## 主なロケ地
- 目黒川：細川大佐の地球上での主な散歩コース。散歩中の細川大佐の生写真も販売されている。番組内でパラグアイ共和国大使館に興味を示した。小惑星アイドルの発表もこの川にかかる亀の甲橋で行われた。
- タワーレコード渋谷店：大佐による視察やDVD販売イベントが行われた。
- 日テレ屋：番組グッズを販売している。店内や店前の大階段にて、グッズ販売イベントが行われる事もよくある。
- 秋葉原：超銀河系アイドルがドン・キホーテでコスプレ衣装を買物、アキバ3Dシアターにて『よゐこのアキパラ』公開収録の前座、小惑星アイドルが番組関連グッズの販促活動
- 関ケ原町（関ヶ原ウォーランド）：小惑星アイドルが超銀河系アイドルへの果し状で呼び出した決戦の地。決戦に備えて、小惑星アイドルの極秘特訓が行われた。
- 鬼怒川温泉：DVD/ルドイア★星惑三第 Vol.6「タイアップ」撮影のロケ地（番組内にも一部オンエア）・龍王祭イベント参加
- 箱根小涌園ユネッサン：ルドイア★星惑三第第三弾写真集「ほんもの」のロケ地、番組内でも撮影風景をオンエア

## 特徴
この番組は最近の番組とは違う独特な雰囲気を醸し出している。

### 演出・表現
- タイトル等の名称が右読みである事が多い。（例：ルドイア。ドイガルドイア。ズッグルドイア。）
- CMに入る場面や星のジングルなど、かつてのソ連国営テレビのニュース『ブレーミヤ』や北朝鮮を連想させる場面が数多くある。
- 画面いっぱいの青地に白文字のテロップ&杉本るみのナレーションにより、番組進行が行われている。そのためか、出演者の出演時間は基本的に非常に短い。特に細川大佐においては、番組の重鎮であるにもかかわらず、現れる頻度が少なく短い。
- CM後の予告や次回予告等のテロップを、読みづらい程に動かして注意を惹きつける。
- 番組内で使用される音楽
  - エンディング曲＝『神様もう少しだけ』:仙台貨物のプロモーションビデオ
  - 『スター・ウォーズ』：超銀河系アイドルの紹介等の際にテーマ曲が使われる。音を歪ませている）
  - 東京ビートルズ『meet the 東京ビートルズ』内の4曲（プッナンイラの宵今・オーディション時のBGMに使用）
  - 『徹子の部屋のテーマ』（イヴェントガイド）
  - 久保田早紀『異邦人』（イヴェントガイド）
  - 細川大佐『LOVE ME TENDER』（お知らせです）
  - 細川俊之『あした君の許へ』（オーディション投票時）
  - 細川俊之『シャンソニエ』（生写真販売告知時等）

※「細川俊之」表記の2曲は、1970年代から1980年代にかけて発表された細川自身のアルバムの収録曲である。

### 時間の使い方
- 時間調整：この番組では頻繁に時間調整を堂々としている。放送時間は余ると全く無関係の映像や、オーディションのダイジェスト等を「時間が余りました」「時間調整の時間です」といったナレーションと共に放送、超銀河系アイドルのプロモーション映像等を流す。
- 時間切れ：時間調整を行う一方で、次回予告が途切れるといったハプニングを、演出として行うこともよくある。

## スタッフ
- 第三惑星放送協会最高評議会
  - 政橋雅人
  - 村上和彦
  - 中谷聡
  - さとうしゅう
  - 本田賢司
  - クリタヤスシ

## ネット局
- 日本テレビ放送網
- 静岡第一テレビ[2]
- 日テレプラス&サイエンス（現在：日テレプラス）（毎週土曜26:00 - 26:30 JST=日曜未明2:00 - 2:30）

## DVD
番組企画に連動したDVDが、日テレ屋やDVD取扱店などで発売される。
同番組の特別編や惑星アイドルのイメージプロモーション等の内容となっている。
- ルドイア☆星惑三第Vol.1
- ルドイア☆星惑三第Vol.2、ルドイア☆星惑三第Vol.3
- ルドイア☆星惑三第Vol.4、ルドイア☆星惑三第Vol.5
- ルドイア☆星惑三第vol.6

## CD
惑星アイドル個々の曲や惑星オールスターズの「惑星モーション2008」などが入ったCDが発売された。
- ルドイア☆星惑三第
- いかすぜ! ユニバース

## コラボレーション
番組では惑星アイドルを使った仕事依頼募集をしており、同番組内だけではなく、
他の企業体やメディアとのコラボレーション企画を行う事がある。
以下提携先と提携内容
- B.L.T.（東京ニュース通信社が発行する月刊テレビ雑誌）＝誌面掲載
- マイクロソフト（Microsoft Windows）＝Windows Live MessengerのPR
- マシェリ＝生ライブチャット

## 放送終了とその後の展開
開始当初は深夜0時50分 - 1時20分の放送だったが、半年後に後半枠と入れ替わり、30分繰り下がるが、結局放送は終了した。以降、前半枠は2009年10月改編までドラマ枠となる。
『B.L.T.』誌上の連載企画は番組終了後も継続しており、超銀河系アイドル7名（七瀬あずみ、川元由香、京本有加、堀井美月、義家ゆりか、大島みづき、中川杏奈）が「B.L.T.アイドル（略）」（正式名称は「B.L.T.アイドル〜2KeyG7・Lucky7・Dreem Pod・MUKIGEN!・7tiara・スターセブン・（C）TPG」）として活動している。